# Sound Studies
Sound Studies bezeichnet das interdisziplinäre Forschungsfeld kulturwissenschaftlicher Klangforschung.

## Forschung
In den Sound Studies wird Klang mit den Methoden der Science and Technology Studies (STS), der Ethnografie, der Popular Music Studies und der Kulturgeschichte (insb. Historische Anthropologie) untersucht. Ihre Gegenstände entstammen der Alltagskultur und der Popkultur, der Wissenschaftsgeschichte und der Technikgeschichte sowie der Geschichte der Klangkunst.
An der Universität der Künste Berlin existiert seit 2006 der Masterstudiengang Sound Studies, der in vier Semestern eine Ausbildung zum Arbeiten mit Klang sowie zur Auseinandersetzung mit moderner auditiver Kultur anbietet. Die Lehre findet dort in den sieben Teilbereichen Theorie und Geschichte auditiver Kultur, Kompetenz des Hörens, Experimentelle Klanggestaltung, Auditive Mediengestaltung, Auditives Design, Auditive Architektur und Auditive Kultur: Recherche statt. Mit dem Wintersemester 2017/18 wurde der Studiengang grundlegend reformiert und in Sound Studies and Sonic Arts (Master of Arts) umbenannt.
Ein DFG-Forschungsprojekt namens Sound Studies Lab erforscht an der Humboldt-Universität zu Berlin die methodischen Grundlagen dieses interdisziplinären Forschungsfeldes in Forschungsprojekten, Publikationen und Symposien. Seit 2014 ist dieses Lab an der Universität Kopenhagen angesiedelt.

## Wissenschaftliche Zeitschriften und Buchreihen
- Interference The National College of Art and Design Dublin/Irland
- Journal of Sonic Studies Leiden Nijmegen/Niederlande
- SoundEffects Århus Universiteit/Dänemark
- Sound Studies Bloomsbury Publishers London/UK
- Sound Studies transcript Verlag/Bielefeld

## Wissenschaftliche Netzwerke
- AG Auditive Kultur und Sound Studies der Gesellschaft für Medienwissenschaft
- Sound as Art—Sound in History, Sound as Culture—Sound in Theory Universität Kopenhagen, Dänemark
- Sound in Media Culture: Aspects of a Cultural History of Sound
- Nordic Research Network for Sound Studies University of Southern Denmark
- Hör-Wissen im Wandel Freie Universität Berlin